# Ridina
Ridina est une commune rurale et urbaine de la préfecture de la Vakaga, en République centrafricaine. Elle s’étend autour de la localité de Birao, chef-lieu de la préfecture.

## Géographie
Située au nord de la préfecture de Vakaga, la commune est frontalière du Tchad et du Soudan.
|       | Tchad   |        |
| Tchad | Ridina  | Soudan |
|       | Ouandja |        |

## Villages
Outre les 14 quartiers de la ville de Birao, la commune compte 53 villages en zone rurale recensés en 2003 : Aboukharai, Am-Dafock 1, Am-Dafock 3, Am-Dafock 4, Am-Sisia 2, Am-Sisia 3, Am-Sissia 1, Angato 1, Angato 2, Army, Bachama, Bachama 1, Bachama 2, Bachama 3, Bachama Mouroye, Belakoutou, Benguess, Biera, Bil-Billy, Bogaye, Boura, Cissi, Dahal Amlas, Dahal-Hadjar, Dangore 2, Delembe 1, Delembe 2, Delembe 3, Dour Dour, Ganai 1, Ganai 2, Gnalinda, Goba, Goz-Mahamat, Guila, Kaffao, Kidjidi 1, Kidjidi 2, Madja, Matala, Nguene, Sharmout Yaya Awat, Sharmout-Ablaye, Takadja 1, Takadja 2, Takamala, Tangara, Tanguite, Tayoyo, Tayoyo 2, Terfele (1 et 2), Tissi, Tissi-Fongoro 1.

## Éducation
La commune compte 11 écoles en 2013 : école préfectorale de Birao, école Djobkiya à Ahamat Sakayère, Sissi, Am Dafock, Am Kourmaï, Matala, Armi Achrou, Tayoyo, Boura (Nguéné), Takadja, Terféfé.